# Die Stunde der harten Männer
Die Stunde der harten Männer (Originaltitel: Ercole, Sansone Maciste e Ursus gli invincibili) ist ein parodistischer Abenteuerfilm mit mythologischen Motiven, den Giorgio Capitani 1964 inszenierte. Im deutschen Sprachraum war er erstmals am 7. Mai 1965 zu sehen. Alternativer Titel ist Triumph der Giganten.

## Handlung
Um die Hand der schönen Omfale von Lydien, der er das Leben gerettet hat, zu gewinnen, muss Herkules nach einem mehrfach manipulierten Orakelspruch gegen den stärksten Mann der Welt kämpfen. Omfales Mutter Nemea, die Herkules’ Verliebtheit für ihre Interessen nutzt, schickt eine Gesandtschaft zu Samson, der die Herausforderung annimmt; seine Gattin Dalila jedoch schneidet ihm eifersüchtig die Haare ab, was ihm die Kraft nimmt. Die lydischen Gesandten, die nicht verstehen, warum Samson schwächelt, nehmen daraufhin auch den grobschlächtigen Ursus mit sowie dessen Bezwinger, den edelmütigen Maciste mit nach Lydien.
Als Herkules ohne Probleme Samson bezwingt, entführt Inor, der Sohn des Chefs der Bergvölker, die Lydien bekriegen, Omfale mit deren Einverständnis; sie sind wirklich verliebt, was seinem Vater absolut nicht passt. Nemea erzählt Herkules von der Entführung, woraufhin er die Bergvölker besiegt, aber auch von Omfales Liebe erfährt. Ein neuer Versuch, das Orakel zu manipulieren, führt zu einem Kampf der vier starken Männer untereinander, bei dem sogar der Tempel zerstört zu werden droht, bis Göttervater Zeus eingreift und alle Unklarheiten regelt.

## Kritik
„Wem keine Story mehr einfällt, macht halt aus der Not eine Tugend und parodiert sein eigenes Unvermögen“, notieren Ronald M. Hahn und Norbert Stresau. Das Lexikon des internationalen Films hält den Film für „anspruchslos-turbulente, manchmal allzu lautstarke Parodie auf die zahlreichen ‚Muskel- und Sandalen-Filme‘ vorwiegend italienischer Herkunft.“. Massimo Bertarelli meinte gar: „Wenn Capitani eine Parodie machen wollte, würde das auch die Anwesenheit der Zirkusdirektorin Orfei erklären. Dann wäre der Film sogar einen Oscar wert.“ Voll des Lobes ist der Evangelische Film-Beobachter: „Schwungvoller und spektakelfreudiger Kolossalfilm, der völlig unblutig gestaltet ist und seiner lustigen, parodistisch angelegten Einfälle wegen schon ab 12 Jahren empfohlen werden kann.“

## Bemerkungen
Das Einspielergebnis in Italien betrug 120 Millionen Lire.

## Synchronisation
- Sergio Ciani: Rainer Brandt